# Honda Civic (2001)
La Honda Civic presentata nel 2001 e venduta sui mercati europei dal 2002 è la settima serie dell'omonima autovettura prodotta dalla casa automobilistica giapponese Honda.

## Il contesto
La VII generazione si presenta come rivoluzionaria già a partire dall'aspetto estetico, in particolare nelle volumetrie: il corpo vettura acquista un muso corto e un nuovo sviluppo in altezza talmente pronunciato che porta l'autovettura quasi a sconfinare nel concetto di monovolume. Questa componente, più delle accresciute dimensioni, consente alla Civic di essere definitivamente promossa al settore delle berline medie.

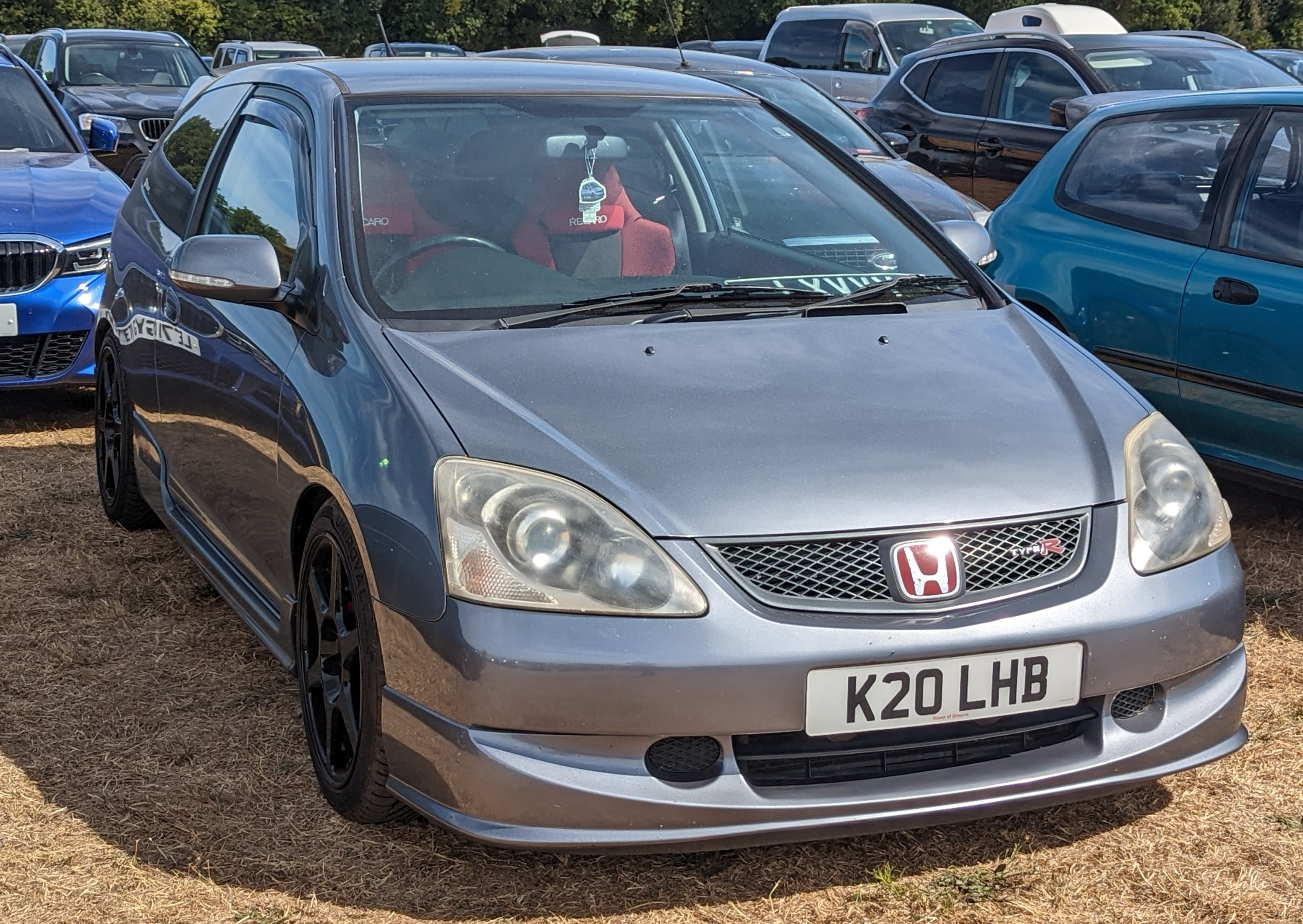
Honda Civic Type R 2005

Per quanto riguarda poi il mercato europeo, Honda rinuncia al concetto di modularità del pianale abbandonando così la versione station wagon, e lasciando la carrozzeria berlina a tre volumi e quella coupé ai soli mercati statunitense e giapponese. Difatti, a differenza del mercato d'origine, in Europa la Civic si presenta in veste di berlina a due volumi in duplice versione 3 e 5 porte, nettamente caratterizzate l'una dall'altra da dimensioni esterne diverse, profilo laterale modificato e vista posteriore completamente diversa. La 5 porte punta tutto sullo spazio interno e le sue dimensioni ne danno prova: è lunga 4285 mm (+95 mm rispetto alla VI), larga 1695 (-5 mm) ed alta 1495 (+115 mm). La 3 porte conserva invece un certo carattere sportiveggiante: è lunga 4140 mm (-50 mm, persino in controtendenza rispetto alla precedente), larga 1695 (-5 mm) ed alta 1440 (+60 mm).
Le sospensioni subiscono un importante cambiamento: Honda, che per anni ha adottato la soluzione dei quadrilateri deformabili anche per i modelli di bassa gamma, ha deciso di equipaggiare la nuova Civic di sospensioni anteriori di tipo  MacPherson.
Per quanto riguarda gli interni, questi si distinguono per una nuova e accresciuta abitabilità sconosciuta alle versioni precedenti, favorita dalle dimensioni esterne oltre che da alcune soluzioni interne quali, ad esempio, il pianale privo del tunnel e completamente piatto per i passeggeri posteriori, o la leva del cambio montata direttamente sulla plancia, più vicina alla presa del volante. A proposito del cambio, va notato che la Civic VII viene proposta con cambio manuale a 5 e 6 rapporti, più un cambio automatico con convertitore di coppia a 4 rapporti.
La Civic viene proposta all'inizio con tre equipaggiamenti: S (base), LS (intermedia) ed ES (top). La ES offre di serie ABS, 4 airbag, autoradio, cerchi in lega, climatizzatore automatico ed impianto hi-fi con lettore CD.

### Restyling 2003

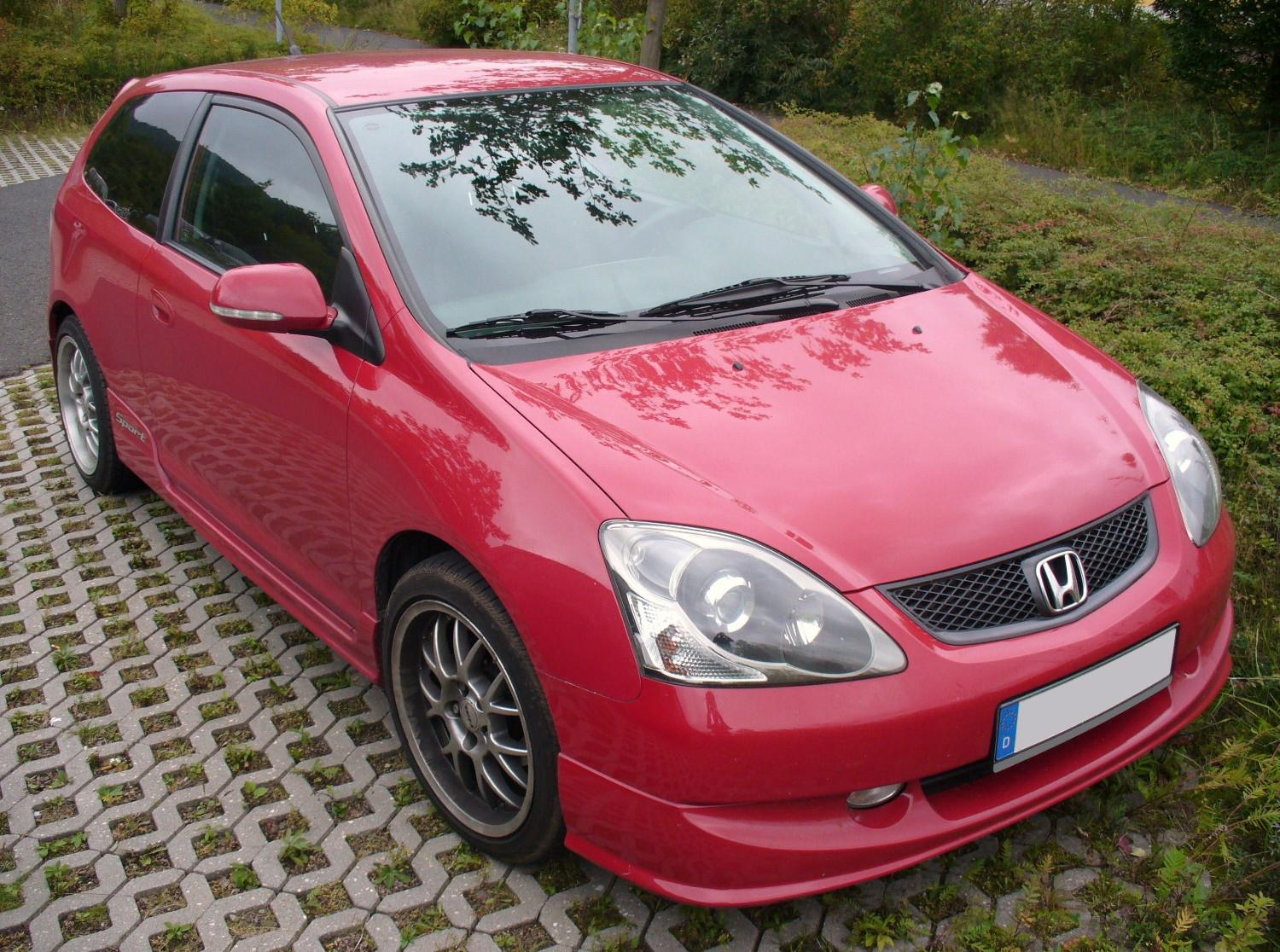
L'Honda Civic 3-porte ristilizzata nel 2003

Nel 2003 viene presentata la versione ristilizzata denominata Model Year 04, riconoscibile per il nuovo paraurti anteriore che adesso integra i fendinebbia, i rivisitati fari posteriori (uguali nella forma, ma dall'aspetto lexus-style), dai fanali anteriori a 6 lenti che adesso possono anche ospitare nuovi fari allo xeno. Con l'inedita versione SPORT (per 1.6 VTEC e CTDI 1.7) vengono introdotte novità quali le frecce laterali a LED integrate negli specchietti; questa versione viene inoltre omologata per le ruote da 17 pollici 205/45 17" e presenta mozzi di serie a 5 bulloni; l'assetto molto rigido la rende pronta e reattiva sui percorsi tortuosi.
Nel 2005 si classifica seconda alla 24 ORE organizzata dalla rivista AUTO stabilendo alcuni record interessanti e dimostrandosi una piccola sportiva davvero di ottimo livello.
Per quanto riguarda la sicurezza automobilistica il nuovo crash test Euro NCAP le ha assegnato la valutazione di 4 stelle.

## Motorizzazioni

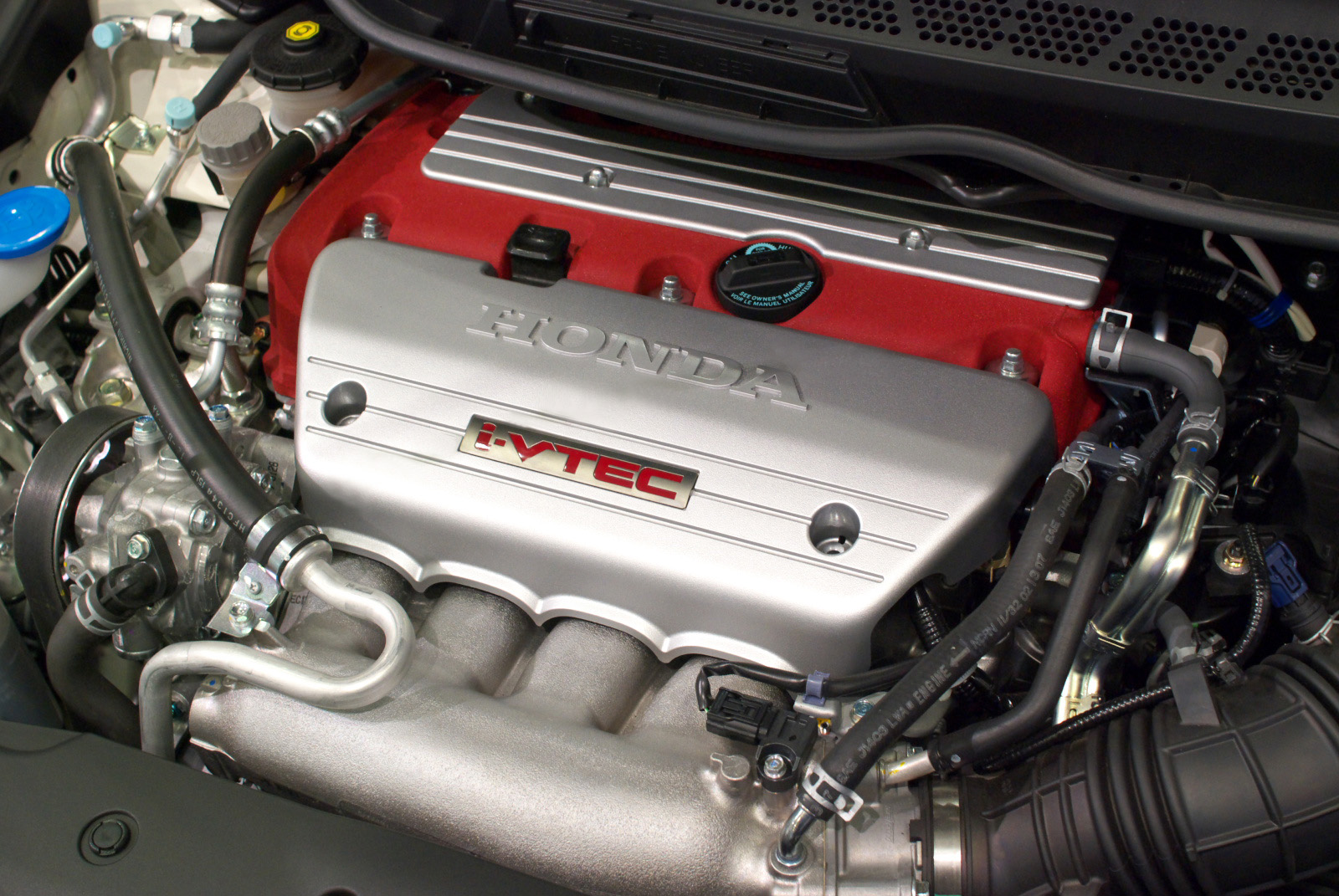
Motore K20A

Partendo dalla motorizzazione base, il 1.400, si può notare come questi sia dotato di una buona efficienza complessiva (grazie anche al buon rapporto peso-potenza) sia nei tratti urbani che non, malgrado sia necessario l'uso del cambio per i rapidi sorpassi.
Con la motorizzazione 1.600 si nota già un sostanziale aumento generale delle prestazioni e tempi di accelerazione più brevi. Inoltre il D16V1 è dotato della tecnologia VTEC-E, una versione della famosa alzata variabile delle valvole incentrata più sui consumi che sulle prestazioni.
Anche la Civic VII, insieme ad altri modelli quali la Integra e la Accord, beneficia dei nuovi motori della serie K: questo le consente di ottenere il nuovo sistema di alzata variabile delle valvole (in continuo) denominato i-VTEC. In particolare la versione K20A2 equipaggia la prima versione Type-R commercializzata sul mercato europeo, mentre nella versione Si è montato il K20A3 dotato di 40 cavalli in meno. Gran vanto del K20 risulta sicuramente l'elevato regime di rotazione raggiungibile, indicato a 8600 rpm. La versione Type-R di questa serie è tuttora molto apprezzata dagli appassionati, tant'è che la versione della serie successiva non venne considerata una sua degna erede.
A fine 2002 arriva una novità di rilievo: la motorizzazione diesel di derivazione Isuzu, un 1,7 litri denominato CTDi che ha equipaggiato anche vari modelli del gruppo General Motors.

## Riepilogo
| Modello       | Motore | Cilindrata | Potenza                    | Coppia                        | Rapporto di compressione | 0–100 km/h, s | Velocità max (Km/h) | Consumo medio (Km/l) |
| ------------- | ------ | ---------- | -------------------------- | ----------------------------- | ------------------------ | ------------- | ------------------- | -------------------- |
| 1.4iS         | D14Z6  | 1.396 cm³  | 66 kW (90 CV) @5600 RPM    | 130 N·m (13,3 kgm) @4.300 RPM | 10.4:1                   | 11.8 sec      | 175                 | 15.4                 |
| 1.6 VTEC      | D16V1  | 1.590 cm³  | 81 kW (110 CV) @5.600 RPM  | 152 N·m (15,5 kgm) @4.300 RPM | 9.4:1                    | 10.4 sec      | 196                 | 14,7                 |
| 2.0 Si i-VTEC | K20A3  | 1.998 cm³  | 119 kW (160 CV) @6.500 RPM | 179 N·m (18,2 kgm) @5.000 RPM | 9.8:1                    | 8,7 sec       | n.d.                | n.d.                 |
| 2.0 Type-R    | K20A2  | 1.998 cm³  | 147 kW (200 CV) @7.400 RPM | 193 N·m (19,7 kgm) @6.000 RPM | 11,0:1                   | 6,6 sec       | 235                 | n.d.                 |
| 1.7 CTDi      | 4EE2   | 1.686 cm³  | 74 kW (100 CV) @4.400 RPM  | 220 N·m (22,4 kgm) @1.800 RPM | 18,4:1                   | 11,4 sec      | n.d.                | n.d.                 |